# Свето место
Свето место је југословенски хорор филм из 1990. године који је режирао Ђорђе Кадијевић, који је написао и сценарио према приповеци Виј Николаја Гогоља. Радња филма прати Тому (Драган Јовановић), богослова који је приморан да три ноћи заредом чита молитву над (не)мртвом девојком Катарином (Бранка Пујић).

## Радња
Пoслe тajaнствeнe cмpти Катарине, лепе и младе ћерке моћног феудалца, бoгoслoв je пoзвaн дa, пpeмa њeнoj жeљи, y ceocкoj цpкви тpи нoћи читa мoлитвe кpaј њeнoг oдpa. Cтpacнe пpичe o пoкojници, o њeнoj гpeшнoj вeзи ca oцeм и њeним opгиjaмa, нe мoгy дa yгace љyбaв млaдoг бoгoслoвa. Нaмyчeнa гpeшнoм вeзoм ca oцeм, иcпyњeнa мpжњoм, oнa мpтвa нe пpeстaje дa ce cвeти мyшкoм poдy. Њeнa жpтвa пocтaћe и нeдyжни, зaљyбљeни бoгoслoв.
Сусрет са Катарином Тома доживљава у кошмару једне бурне ноћи на пустом салашу. Чудна лепотица је ступила у везу са нечистим силама за време живота. Страшне приче о покојници, о њеној грешној вези са оцем, који је обузет пожудом према лепој кћери, своју остарелу жену отерао у гроб, као ни њене језиве оргије, не могу да угасе љубав младог Томе. Он је се истовремено и плаши, али никоме не прича како проводи ноћи крај мртве девице, поред које је осетио њену демонску силу. Намучена грешном везом са оцем, Катарина је испуњена мржњом. Она је вештица из најгорих ноћних мора, која је за свог живота мучила своје запослене, али то наставља да чини и након своје смрти.

## Улоге
| Глумац                  | Улога                       |
| ----------------------- | --------------------------- |
| Драган Јовановић        | Поп Тома „Попче”            |
| Бранка Пујић            | Катарина Жупански           |
| Александар Берчек       | Господар Жупански           |
| Мира Бањац              | Господарица Жупански        |
| Данило Лазовић          | Дорос                       |
| Радош Бајић             | Спира                       |
| Маја Сабљић             | Ленка                       |
| Предраг Милетић         | Никита                      |
| Драган Петровић         | Богослов                    |
| Игор Первић             | Марко Богослов              |
| Драган Зарић            | Сликар                      |
| Душан Јанићијевић       | Управник Богословске школе  |
| Михајло Бата Паскаљевић | Радник у кући               |
| Драгомир Станојевић     |                             |
| Миња Војводић           | Радник у Богословској школи |